# لينغاي
لينغاي (بالصينية: 凌海市) هي مدينة على مستوى مقاطعة، في الصين، تقع في جينتشو، وجينتشو، بلغ عدد سكانها 508,079 نسمة وذلك حسب إحصائيات سنة 2010، تبلغ مساحتها 2,555 كيلومتر مربع، رمزها البريدي هو 121200.